# Stazione di Yakō
La stazione di Yakō (矢向駅?, Yakō-eki) è una stazione ferroviaria situata nel quartiere di Tsurumi-ku della città di Yokohama, nella prefettura di Kanagawa in Giappone, che serve la linea Nambu della JR East.

## Linee
East Japan Railway Company
■ Linea Nambu

## Struttura
La stazione è realizzata in superficie con un marciapiede laterale e uno a isola con tre binari totali.
| 1   | ■ Linea Nambu |  | per Musashi-Kosugi, Musashi-Mizonokuchi, Noborito e Tachikawa |  |
| 2-3 | ■ Linea Nambu |  | per Shitte e Kawasaki                                         |  |

## Stazioni adiacenti
| «                   | Servizio    | »           |
| Linea Nambu         | Linea Nambu | Linea Nambu |
| ------------------- | ----------- | ----------- |
| Shitte              | Locale      | Kashimada   |
| Il Rapido non ferma |             |             |